# GO-1
GO-1 is een onderzeese kabel voor telecommunicatie en verbindt Sicilië met Malta. Hij wordt beheerd door het Maltese telecombedrijf GO.
Het is een in 1995 aangelegde enkelvoudige kabel en verbindt St George's Bay in Malta met Catania in Sicilië. Met de aanleg van een tweede kabel, tussen San Pawl il-Baħar (Malta) en Mazara del Vallo (Sicilië), is in december 2008 begonnen en men verwacht operationeel te zijn in 2009.
Er zijn meldingen van een kabelstoring aan de St. George's Bay-Catania kabel in december 2008, tegelijk met storingen aan verschillende ander kabelsystemen.